# Filtro biológico percolador
Filtro biológico percolador é um sistema de tratamento secundário de tratamento de esgoto, cujo princípio de funcionamento é a remoção de matéria orgânica do efluente, feita através do crescimento microbiano na superfície de um material de suporte sobre o qual o esgoto é despejado continuamente e percolam até a parte mais baixa do filtro.
Sendo um tratamento secundário, o mesmo deve ser iniciado com um tratamento preliminar e primário, e após o filtro, o efluente ainda passará pela fase de decantação, para remoção dos sólidos remanescentes. 

Estrutura do Filtro Percolador
Ele é formado por, basicamente, três estruturas básicas: O dispositivo de distribuição de esgoto, a camada suporte ou recheio e o sistema de drenagem. O processo se dá a partir da aplicação contínua do esgoto por meio do distribuidor hidráulico, percolando pelo meio suporte até os drenos de fundo. 
O filtro biológico percolador funciona em fluxo contínuo e sem inundação da unidade.

Meio de Suporte, Recheio ou Enchimento
O meio de suporte é o material sobre o qual a camada de biofilme se adere e é responsável pelo processo de tratamento em si do esgoto. Sua escolha é baseada em características do material, como peso específico, superfície específica e índice de vazios:
- Peso específico: é uma questão estrutural do filtro biológico;
- Superfície específica: área de contato entre o líquido e o biofilme;
- Índice de vazios: está diretamente relacionado à capacidade de circulação do esgoto e ar no meio suporte, mantendo as condições aeróbias do biofilme.

Podem ser utilizados nessa etapa: agregados leves de lodo de esgoto, cerâmica, escória de alto forno, pedras, plásticos, grama artificial e serragem de couro, por exemplo. (JORDÃO, E.P & PESSÔA, 1995) 
Sistema de Distribuição
O dispositivo de distribuição é responsável pela aplicação uniforme da carga hidráulica de esgotos na superfície do sistema, o que permite o contínuo crescimento e desprendimento do biofilme, bem como a otimização do processo de filtração.
A eficiência do sistema depende da condição de umedecimento da área superficial do filtro, que deve ser contínua e uniforme. A distribuição sobre o meio suporte é feita através de dispositivos fixos ou móveis, sendo mais comuns os móveis rotativos, com braços distribuidores que giram em torno de uma coluna central, estes são os que possuem uma maior eficiência, por distribuírem melhor e uniformemente o esgoto sobre a camada suporte, o que resulta num biofilme de melhor qualidade. (JORDÃO, E.P & PESSÔA, 1995, SANTOS, 2005)

Sistema de Drenagem
A drenagem de fundo do filtro biológico consiste de um sistema de uma laje perfurada, ou de grelhas confeccionadas em material resistente, sendo composta primordialmente de blocos, cerâmica, plásticos, e um conjunto de calhas dispostos em toda a área da parte inferior (conforme figura 4), esses materiais estão garantindo boas condições para que o escoamento aconteça com boa fluidez. Tem como função primordial a coleta do líquido percolado e dos sólidos que se separam do meio suporte, assegurando a distribuição. O efluente coletado é, em seguida, direcionado para a etapa de decantação. (SANTOS, 2005)
O sistema de drenagem e a camada suporte tem impacto na ventilação demandada para que as condições aeróbias do processo sejam satisfeitas, a ventilação natural ocorre por gravidade internamente no filtro e sua direção pode correr tanto na direção superior bem como na inferior dependendo da densidade do ar dentro do filtro, essa sendo diretamente dependente do delta de temperatura entre o esgoto e o ar do ambiente.
Existe comumente um delta de em média 6 ºC entre a temperatura do ar e do esgoto (HALVORSON, 1936), provocando uma corrente de ar de 0,3 m³/m² por minuto, se a diferença de temperatura for superior à 6 ºC, uma corrente de ar descendente se forma, gerando uma taxa de aplicação de 18 m/h, sendo interrompida somente quando a diferença for de 2 ºC, iniciando uma corrente ascendente. 

Biofilme
Uma comunidade biológica forma o biofilme e o oxigênio é fator determinante para se definir as suas camadas. O biofilme é dividido em camada aeróbia e anaeróbia, conforme aumenta-se a biomassa, a passagem de oxigênio às camadas internas é cessada, onde então o processo passa a ser anaeróbio, já próximo ao meio suporte.
O transporte do substrato orgânico é feito por meio de difusão, inicialmente na interface com o líquido e, em seguida, no próprio biofilme. (SANTOS, 2005, GONÇALVES et al., 2001)

Sistema de Aeração
Por se tratar de um sistema aeróbio de tratamento de efluentes, os Filtros Biológicos Percoladores necessitam de sistemas de aeração para o fornecimento de oxigênio. Estes consistem em estruturas tubulares com perfurações horizontais e laterais que permitem a ventilação do ar e se localizam entre a laje de suporte de pedras e o fundo falso, e sempre acima dos tubos de alimentação. Podem ser de fluxo natural ou de fluxo forçado, neste último caso, são utilizados difusores de bolhas grossas, também instalados próximos a laje.
Ao sair do sistema de aeração, o oxigênio ascende percorrendo o meio de enchimento. Esse caminho é permitido pela existência de espaços vazios entre os meio suportes por onde o esgoto é percolado acarretando a formação do biofilme.

Aplicações
Apesar da grande aplicabilidade que os filtros biológicos percoladores apresentam, principalmente devido a sua simplicidade operacional e o baixo custo operacional e de instalação, esse sistema não é muito utilizado no Brasil, quando comparado a outros sistemas de tratamento de efluentes, sendo que são raras as unidades implantadas atualmente no território brasileiro (SANTOS, 2005).
Já em outros países, os filtros biológicos percoladores possuem uma ampla aplicação no processo de tratamento de efluentes, principalmente nos Estados Unidos (NASCIMENTO, 2001).
Vários trabalhos vêm sendo realizados com o objetivo de avaliar o comportamento combinado dos reatores de manta de lodo (UASB) seguidos de filtros biológicos percoladores (FBP) tratando esgotos sanitários, sendo que a combinação de ambos é considerado atualmente uma alternativa vantajosa, pois os FBPs apresentam características em consonância com as dos Reatores UASB, mantendo a simplicidade e baixo custo operacional no sistema como um todo.

Dimensionamento
Segundo a NBR 12209/1992 - “Projeto de estações de tratamento de esgoto sanitário”, a vazão utilizada para o dimensionamento do filtro biológico deve ser a vazão média afluente à ETE e o mesmo deve ser descoberto, caso contrário a sua utilização deve ser justificada e possuir um dispositivo de ventilação que possibilite o movimento vertical de ar com velocidade mínima de 0,30 m/min. Para cada etapa do filtro há critérios de dimensionamento, como apresentado nos próximos tópicos.

Dispositivo de Distribuição
Para projetar o sistema de distribuição móvel rotativo (o mais utilizado), deve-se utilizar como parâmetros a taxa de aplicação superficial (qs) de esgoto sobre o meio filtrante, a taxa de dosagem por passagem do braço distribuidor (TD) e a taxa de aplicação orgânica volumétrica (TAO). 
A qs é definida a partir de uma determinada vazão, aplicada na área da seção superficial do filtro, expressa em termos de mm3/mm2 min. ou mm/min. 
n=qsaTD
onde n é a velocidade de rotação do distribuidor, dada em rotações por minuto, qs é a taxa de aplicação superficial de esgoto, dada em mm/min., TD é a taxa de dosagem por braço do distribuidor, dado em mm/rotação e a é o número de braços do distribuidor.
A TAO, também conhecida como carga orgânica volumétrica é definida como a carga orgânica aplicada em todo o volume do meio suporte, sendo expressa em termos de kgDBO/m3 dia (METCALF & EDDY, 1991 apud SANTOS, 2005).
Segundo a NBR 12209, o distribuidor deve ser projetado para partir com carga hidrostática de até 0,60 m e deve permanecer em movimento com carga mínima de 0,20 m para garantir um fluxo circular uniforme e eficiência de desempenho sobre a superfície do distribuidor.

Meio suporte
Segundo a NBR 12209, no caso de pedra britada como material, a mesma deve ser brita 4, não sendo permitidas pedras chatas ou com faces planas. E ainda, utilizando pedra britada ou seixo rolado, a altura deve ser inferior a 6 metros e atender aos seguintes critérios:
“a) baixa capacidade: carga orgânica igual ou inferior a 0,3 kg DBO5/d.m3 do meio suporte; taxa de aplicação hidráulica compreendida entre 0,8 e 5,0 m3/d.m2 da superfície livre do meio suporte;
b) alta capacidade: carga orgânica igual ou inferior a 1,8 kg DBO5/d.m3 do meio suporte; taxa de aplicação hidráulica compreendida entre 10,0 e 60,0 m3/d.m2 da superfície livre do meio suporte; 
c) no cálculo da taxa de aplicação hidráulica a vazão de dimensionamento deve ser acrescida da vazão de recirculação.”

Sistema de Drenagem
Segundo a NBR12209, para circulação de ar, através do meio suporte do filtro biológico, é necessário que as aberturas para drenagem do efluente do filtro tenham área total igual ou superior a 15% da área horizontal do fundo do filtro, e as extremidades dos drenos que se comunicam com a atmosfera tenham área total igual ou superior a 1% da área horizontal do fundo do filtro.
Durante a drenagem do líquido percolado, a área do fundo do filtro deve ser completamente drenada; a declividade mínima dos drenos deve corresponder a 1%, e a velocidade mínima nas canaletas deve ser de 0,60 m/s; ambos dimensionados com uma seção molhada igual ou inferior a 50% da seção transversal, para a vazão máxima acrescida da vazão de recirculação.
A recirculação é admitida nos seguintes casos, citados na norma:
“a) do efluente do filtro biológico para a sua própria entrada;
b) do efluente do decantador final para a entrada do filtro biológico e, neste caso, o decantador final deve ser dimensionado para a vazão média acrescida da vazão de recirculação;
c) do efluente do filtro biológico para a entrada do decantador primário e, neste caso, o decantador primário deve ser dimensionado para vazão máxima acrescida da vazão de recirculação;
d) em qualquer dos casos a relação de recirculação deve ser igual ou inferior a 5.”

Vantagens e desvantagens
Vantagens:
- Baixa demanda de energia;
- Baixos requisitos de área;
- Biofilme resistente a cargas de choque;
- Simples operação.

Devido ao diminuto grau de mecanização, restrito à distribuição de vazão no filtro e à remoção de lodo no decantador secundário, os filtros biológicos percoladores são caracterizados pela simplicidade operacional. Sendo assim, a operação do sistemas se restringe à atividades usuais como:
- O monitoramento da eficiência do sistema de tratamento;
- O monitoramento da produção de lodo através de medições de sólidos suspensos no efluente do filtro e no efluente e no lodo de descarte do decantador secundário;
- Verificar a presença de empoçamentos na superfície do filtro biológico percolador, ocasionando geralmente pelo excesso de crescimento da camada biológica;
- Verificar a ocorrência de moscas;
- Eliminar acúmulos de sólidos indevidos na laje inferior e nas canaletas de coleta do efluente.

Atenção especial deve ser dispensada à inspeção dos distribuidores de vazão e dos removedores de lodo.
Os filtros biológicos percoladores possuem poucos dispositivos automatizados.Estes dispositivos são destinados basicamente à aeração efluente no tanque do filtro e à remoção de lodo do decantador secundário portanto a demanda de energia elétrica é relativamente baixa o que barateia também os custos de operação.
Por questões práticas de manutenção é desejável que em filtros biológicos percoladores de médio e grande porte, além de suportar o peso da biomassa sejam capazes de suportar o peso de um ou mais trabalhadores  na camada superior.
É de extrema importância que o enchimento, caso este seja composto de plástico (PP, PVC, PEAD), seja de primeiro uso (NTE). Devido a distribuição randômica do recheio no tanque, materiais deste tipo raramente encontram-se em uma posição em que seu coeficiente de resistência  seja máximo, sendo assim para evitar o rompimento da peça plástica e que seus resíduos intensifiquem a colmatação do tanque recomenda-se utilização PP, PVC e PEAD em tanques com profundidade máxima de 2,5 m.
Os FBP’s são também muito eficientes para remoção de DBO, matéria orgânica e N-amoniacal.
Limitações:
- Possibilidade de mau odor e moscas;
- Obstruções;
- Baixa flexibilidade e controle limitado;
- Sensível a descargas tóxicas.

O ambiente ideal para proliferação desse tipo de inseto é úmido e com alta carga de material orgânico, sendo assim as moscas encontram nos filtros um ambiente extremamente favorável à sua proliferação . Resistentes à temperaturas extremas e baixas concentrações de oxigênio as larvas são depositadas nas paredes do reator ou até mesmo no material de recheio. Quando em condições ideais pode haver uma explosão populacional do inseto, causando incômodo às comunidades vizinhas e até mesmo prejudicar o funcionamento do filtro pois as larvas se alimentam de microrganismos presentes na película biológica. A verificação da proliferação excessiva de moscas, que ocorre, notadamente, quando o FBP é operado de forma intermitente e/ou com baixas taxas de aplicação hidráulica superficial.
Entupimento ou colmatação de um filtro biológico é geralmente causado por material particulado, proveniente de alguma etapa de tratamento anterior ou por desprendimento do biofilme. Se não ocorrerem ações preventivas, também pode ocorrer entupimento devido ao crescimento excessivo do biofilme  que forma pontes entre os espaços vazios do enchimento ou reduz a abertura dos canais.
Outro importante aspecto a ser considerado é não uniformidade de índice de vazios do enchimento. Em enchimentos à base de elementos randômicos é normal que se formem zonas com diferentes densidades e as zonas mais densas venham a entupir. Como a carga hidráulica e mássica do sistema continuam inalteradas cria-se regiões de elevada vazão nas quais o líquido passa com velocidades arrastando consigo a camada de biofilme.   

Referências

ABNT. NBR 12209 - Projeto de estações de tratamento de esgoto sanitário. Rio de Janeiro. 1992.
BORBA, Aliny. et al. II- 557 - O Método Internacional Dwa – 2016. Para dimensionamento de filtros percoladores e as diferenças com os métodos praticados no Brasil : Comparação entre resultados e a influência do meio suporte. Congresso ABES - Fenasan, 2017. Disponível em https://www.tratamentodeagua.com.br/wp-content/uploads/2018/06/II-557.pdf.
JORDÃO, E. P.; PESSÔA, C. A.. Tratamento de esgotos domésticos. 7 ed. Rio de Janeiro: ABES, 2014.
NASCIMENTO, M.C.P.; CHERNICHARO, C.A.L.; BEJAR, D.O. “Filtros Biológicos Aplicados ao Pós-Tratamento de Efluentes de Reatores UASB”. In: 21º Congresso Brasileiro de Engenharia Sanitária e Ambiental. João Pessoa-PB: ABES, II-194. 2001.
NASCIMENTO, M.C.P. Filtro biológico percolador de pequena altura de meio suporte aplicado ao pós-tratamento de efluente de reator uasb. Belo Horizonte. 2011.
VON SPERLING, M.; CHERNICHARO, C. A. de L.. Biological wastewater treatment in warm climate regions. 1st. Ed. IWA UFMG London. 2005.
SANTOS, Ana. Avaliação de desempenho de um filtro biológico percolador em diferentes meios suporte plásticos. Rio de Janeiro. 2005.
METCALF & EDDY. Wastewater Engineering: Treatment, Disposal and Reuse. 3rd ed. New Delhi, McGraw-Hill Inc. 1334p. 1991.
METCALF & EDDY. Wastewater Engineering: Treatment, Disposal and Reuse. 4th ed. New Delhi, McGraw-Hill Inc. 1500p. 2003.
JORDÃO, E.P & PESSÔA, C.A. Tratamento de Esgotos Domésticos. 3ª ed. ABES-RJ, 682p. 1995.
GONÇALVES, R.F. et al. In: CHERNICHARO (coordenador). Pós Tratamento de Efluentes de Reatores Anaeróbios. PROSAB 2 – Programa de Pesquisas em Saneamento Básico. 1ª ed. Belo Horizonte, 544p – Capítulo 4. 2001.
VON SPERLING, M. Princípio do Tratamento Biológico de Águas Residuárias – Introdução à Qualidade das Águas e ao Tratamento de Esgotos. Vol 1. pp. 240 – Departamento de Engenharia Sanitária e Ambiental da UFMG – Belo Horizonte. 1995.
VON SPERLING, M. Princípio do Tratamento Biológico de Águas Residuárias – Princípios Básicos do Tratamento de Esgotos. Vol 2. pp. 211 – Departamento de Engenharia Sanitária e Ambiental da UFMG – Belo Horizonte. 1996.